# Recomeçar (álbum de Marcozero)

Recomeçar é o segundo álbum de estúdio da banda de rock brasileiro Marcozero, lançado em Maio de 2019. O álbum foi gravado de 2017 a Dezembro de 2018 e conta com 13 canções inéditas mais a canção O Amanhã, que apareceu na primeira vez no EP Marco Zero.

## Faixas
Todas as letras escritas por Marco Prates, exceto a faixa 7 por Vicente Casanova e a faixa 13 por Heli Medeiros, todas as músicas compostas por Marco Prates.
| N.º            | Título                            | Letras           | Música         | Duração |  |
| 1.             | "20 de Janeiro"                   | Marco Prates     | Marco Prates   | 3:14    |  |
| 2.             | "Sheyla"                          | Marco Prates     | Marco Prates   | 3:58    |  |
| 3.             | "Recomeçar"                       | Marco Prates     | Marco Prates   | 5:37    |  |
| 4.             | "O Amanhã"                        | Marco Prates     | Marco Prates   | 4:40    |  |
| 5.             | "Cartas Para o Oriente"           | Marco Prates     | Marco Prates   | 3:56    |  |
| 6.             | "Eu"                              | Marco Prates     | Marco Prates   | 6:07    |  |
| 7.             | "Ficarmos Bem"                    | Vicente Casanova | Marco Prates   | 3:42    |  |
| 8.             | "Platônica"                       | Marco Prates     | Marco Prates   | 4:13    |  |
| 9.             | "Os Campos"                       | Marco Prates     | Marco Prates   | 4:08    |  |
| 10.            | "Não Me Deixe Esperar"            | Marco Prates     | Marco Prates   | 3:38    |  |
| 11.            | "Nunca Mais Voltar"               | Marco Prates     | Marco Prates   | 3:04    |  |
| 12.            | "Primeiro Filho"                  | Marco Prates     | Marco Prates   | 3:11    |  |
| 13.            | "O Que Eu Não Quero Mais Lembrar" | Heli Medeiros    | Marco Prates   | 4:35    |  |
| 14.            | "Quem Eu Sou"                     | Marco Prates     | Marco Prates   | 4:36    |  |
| Duração total: | Duração total:                    | Duração total:   | Duração total: | 58:39   |  |

## Formação
- Marco Prates - vocal, baixo, violão e guitarra
- Andersonn Prestes - vocal de apoio em Ficarmos Bem

Músicos convidados
- Vini Bancke - guitarra, violão, baixo, teclado, vocal de apoio, controlador MIDI
- Walace Fonseca - vocal de apoio em Ficarmos bem
- Will Fonseca - vocal de apoio em Ficarmos
- Guilherme Fialho - guitarra em O Amanhã e Não Me Deixe Esperar
- Gabriel Severo - baixo em O Amanhã
- Fábio Duarte - bateria em O Amanhã

## Ficha Técnica
- Vini Bancke - Arranjo, Gravação, Mixagem e Masterização